# Sentencia olvidada
Sentencia olvidada (título original: Carolina Skeletons) es un telefilme dramático de 1991 dirigida por John Erman y protagonizada por Louis Gossett, Jr., Bruce Dern y Melissa Leo.
La película está basada en una novela original de David Stout llamada Carolina Skeletons. Cabe también destacar, que el libro también está basado en hechos reales.

## Argumento
En el pasado, a mediados de la década de 1930, Linus Bragg, un joven negro de 14 años, fue ejecutado en Carolina del Sur por haber asesinado a dos niñas blancas. Sin embargo el tribunal tomó una decisión equivocada.
Más de treinta años han pasado desde entonces, cuando su hermano James quiere reabrir en el presente el caso, encontrar al verdadero culpable y rehabilitar a su hermano. Pero James, que además es un oficial altamente condecorado, encuentra un gélido rechazo en la pequeña ciudad del sur y pronto se ve amenazado por el Ku Klux Klan. Sólo el Sheriff Stoker y su hija lo apoyan activamente en sus investigaciones al respecto.

## Reparto
| Actor              | Personaje       |
| ------------------ | --------------- |
| Louis Gossett, Jr. | James Bragg     |
| Bruce Dern         | Junior Stoker   |
| Melissa Leo        | Cassie          |
| Paul Roebling      | T.J. Campbell   |
| Bill Cobbs         | Elijah Crooks   |
| Henderson Forsythe | Juez Brickstone |
| Clifton James      | Dexter Cody     |
| Richard Jenkins    | Redy            |

## Recepción
Hoy en día la película ha sido valorada en portales cinematográficos. En IMDb, con aproximadamente 478 votos registrados, el filme obtiene una media ponderada de 6,2 sobre 10. En cuanto a Rotten Tomatoes, los más de 1000 votos registrados en el portal dieron al telefilme una valoración media de 3,5 de 5. También cabe destacar, que en La Vanguardia el 71 % de los usuarios registrados allí le dieron una valoración positiva.